# Saint-Gervais-du-Perron
Saint-Gervais-du-Perron is een gemeente in het Franse departement Orne (regio Normandië) en telt 283 inwoners (1999). De plaats maakt deel uit van het arrondissement Alençon.

## Geografie
De oppervlakte van Saint-Gervais-du-Perron bedraagt 11,3 km², de bevolkingsdichtheid is 25,0 inwoners per km².
De onderstaande kaart toont de ligging van Saint-Gervais-du-Perron met de belangrijkste infrastructuur en aangrenzende gemeenten.

## Demografie
Onderstaande figuur toont het verloop van het inwonertal (bron: INSEE-tellingen).